# Alain de Boissieu
Alain de Boissieu, właśc. Alain de Boissieu-Déan de Luigné (ur. 5 lipca 1914 w Chartres, zm. 5 kwietnia 2006 w Clamart) – francuski wojskowy, generał armii. 

## Życiorys
Ukończył Collège Sainte-Croix w Le Mans i École Sainte-Geneviève w Wersalu. W 1936 roku wstąpił do École spéciale militaire de Saint-Cyr. Od 1938 studiował w École de cavalerie w Saumur. w tym samym czasie studiował także na Uniwersytecie Paryskim. 
Podczas kampanii francuskiej służył w stopniu podporucznika w 10 Dywizji Piechoty. 11 czerwca 1940 roku, będąc dowódcą plutonu dział przeciwpancernych powstrzymał atak niemieckich czołgów w okolicach miejscowości Époye, niszcząc trzy czołgi wroga. Gdy jego oddział został otoczony w lesie w okolicach Époye, wraz z grupą 35 kawalerzystów przeprowadził udaną szarżę na nacierających żołnierzy niemieckich. Po przebiciu się oddziału kawalerzystów Boissieu pieszo powrócił do pozostałych w lesie żołnierzy piechoty i wraz z nimi, 12 czerwca dostał się do niewoli niemieckiej.
Następnie przez Belgię został przewieziony do Moguncji, w czasie transportu podjął nieudaną próbę ucieczki. We wrześniu 1940 roku został awansowany na stopień porucznika. 28 marca 1941 roku wraz z dwoma towarzyszami: ppor. Kleinem i por. Branetem uciekł z Oflagu II D i przedostał się na teren ZSRR, gdzie został internowany. Po ataku Niemiec na ZSRR został wypuszczony z obozu internowania pod Moskwą i przez Archangielsk i Spitsbergen przedostał się do Wielkiej Brytanii. 12 września 1941 roku dołączył do sił zbrojnych Wolnej Francji.
Służył jako oficer w sztabie generała de Gaulle'a, szkolił się także jako spadochroniarz i komandos. Brał udział m.in. w rajdzie na Dieppe. W grudniu 1942 roku został wysłany w rejon Oceanu Indyjskiego, a następnie brał udział w walkach na Madagaskarze i w Dżibuti. W marcu 1943 na własną prośbę został przydzielony do 2 Dywizji Pancernej generała Leclerca. 
Brał udział w operacji Overlord, 30 lipca 1944 roku wylądował w Normandii, a 12 sierpnia został ranny w walkach w okolicy La Lande-de-Goult. W sierpniu 1944 roku brał udział w wyzwalaniu Paryża, przyczynił się do kapitulacji wojsk niemieckich broniących Pałacu Luksemburskiego. W grudniu 1944 roku brał udział w walkach w Alzacji jako dowódca kompanii czołgów. 
W kwietniu 1945 roku został przydzielony do służby w sztabie generała de Gaulle'a w Paryżu, w maju 1945 roku brał jednak jeszcze udział w walkach w składzie 2 Dywizji Pancernej. 2 stycznia 1946 roku poślubił Élisabeth de Gaulle, córkę generała Charles’a de Gaulle’a. Następnie ukończył kursy na École d'état-major i zgłosił się na ochotnika do wyjazdu do Indochin, na co jednak mu nie pozwolono. W sierpniu 1947 został skierowany do służby we Francuskiej Afryce Równikowej. Następnie służył jeszcze w Kamerunie i Senegalu.
Od 1956 roku brał udział w wojnie algierskiej jako dowódca pułku szaserów. We wrześniu 1958 roku został dyrektorem gabinetu wojskowego Paula Delouvriera i generała Maurice Challe, naczelnego dowódcy francuskich wojsk w Algierii. Od 1959 służył w sztabie generalnego inspektoratu kawalerii i wojsk pancernych.  Od 1962 roku był dowódcą 2 Brygady Pancernej w Saint-Germain-en-Laye, a od 1964 roku był komendantem École spéciale militaire de Saint-Cyr. Od 1967 roku był dowódcą 7 Dywizji Zmechanizowanej w Miluzie, w 1969 został mianowany generalnym inspektorem kawalerii i wojsk pancernych. Od 1971 do 1975 roku pełnił funkcję szefa sztabu Armée de terre. 
W latach 1975–1981 był kanclerzem kapituły Legii Honorowej i Orderu Narodowego Zasługi, od 2002 był kanclerzem kapituły Orderu Wyzwolenia.

## Odznaczenia
Odznaczony następującymi odznaczeniami:
- Krzyż Wielki Legii Honorowej
- Komandor Legii Honorowej
- Order Wyzwolenia
- Krzyż Wielki Orderu Narodowego Zasługi
- Krzyż Wojenny 1939–1945
- Medal Ruchu Oporu
- Medal Uciekinierów z Niewoli
- Krzyż Waleczności Wojskowej
- Krzyż Kombatanta-Ochotnika
- Krzyż Kombatanta-Ochotnika Ruchu Oporu
- Komandor Orderu Imperium Brytyjskiego (Wielka Brytania)
- Komandor Legii Zasługi (Stany Zjednoczone)